# Goniurosaurus kuroiwae
Espèce
Synonymes
- Gymnodactylus albofasciatus kuroiwae Namiye, 1912

Statut de conservation UICN

 VU  : Vulnérable
Goniurosaurus kuroiwae est une espèce de geckos de la famille des Eublepharidae.

## Répartition
Cette espèce est endémique de l'archipel Nansei au Japon. Elle se rencontre sur Okinawa-jima, Sesoko-jima et Kōri-jima.

## Taxinomie
Les sous-espèces Goniurosaurus kuroiwae orientalis, Goniurosaurus kuroiwae splendens, Goniurosaurus kuroiwae toyamai et Goniurosaurus kuroiwae yamashinae ont été élevées au rang d'espèces.

## Publication originale
- Namiye, 1912 : The geckos from the Okinawa Islands. Dobutugaku Zasshi (Zoological Magazine), Tokyo, vol. 24, p. 442-445 (texte intégral).